# Saylla
O distrito peruano de Saylla é um dos 8 distritos da província peruana de Cusco, situada no departamento de Cusco, pertenecente à região homônima.

## Transporte
O distrito de Saylla é servido pela seguinte rodovia:
- PE-3S, que liga o distrito de La Oroya à Ponte Desaguadero (Fronteira Bolívia-Peru) - e a rodovia boliviana Ruta 1 - no distrito de Desaguadero (Região de Puno)[2][3][4]